# Woiwodschaft Brześć Litewski

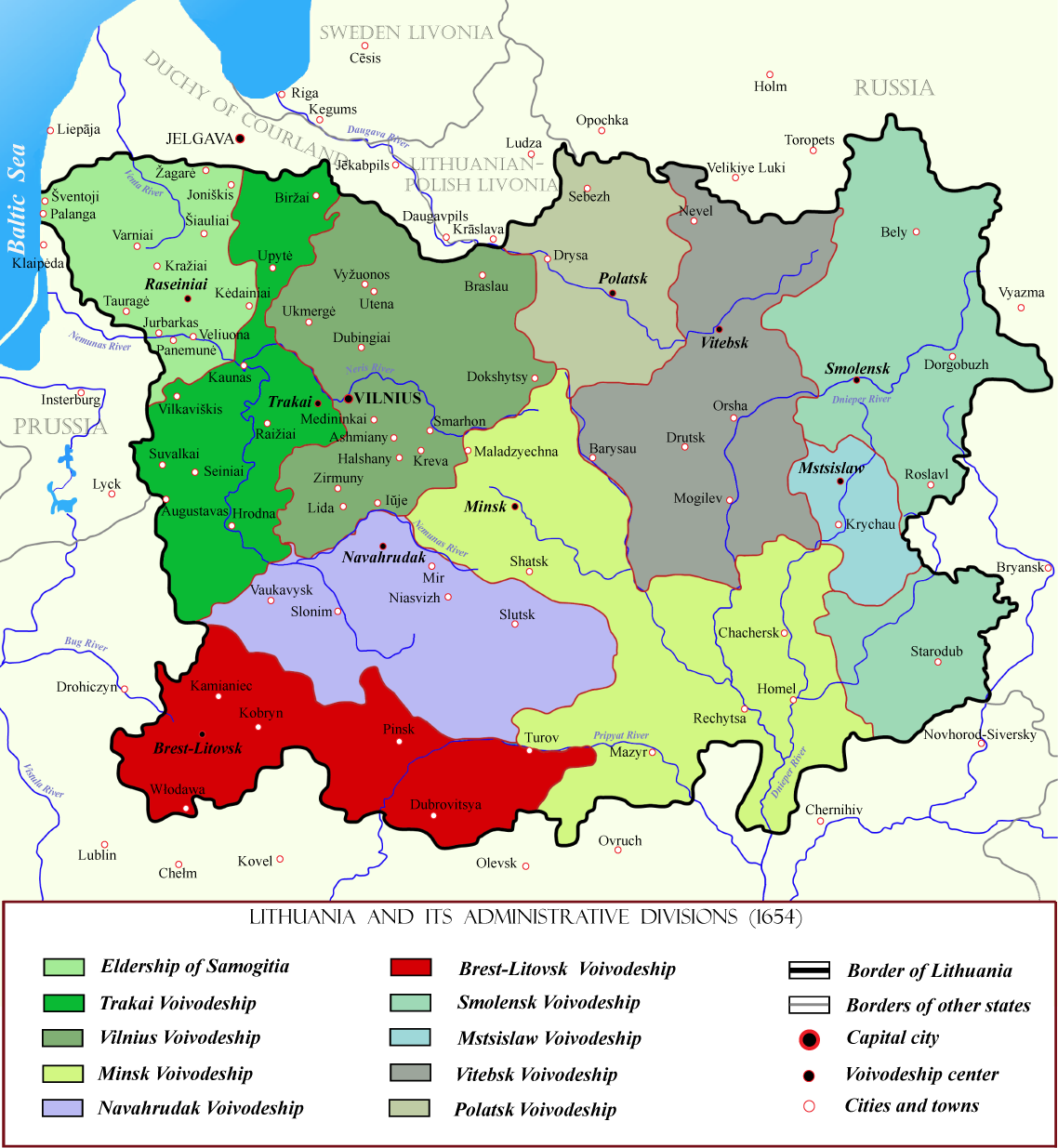
Woiwodschaft Brześć Litowski im Großfürstentum Litauen

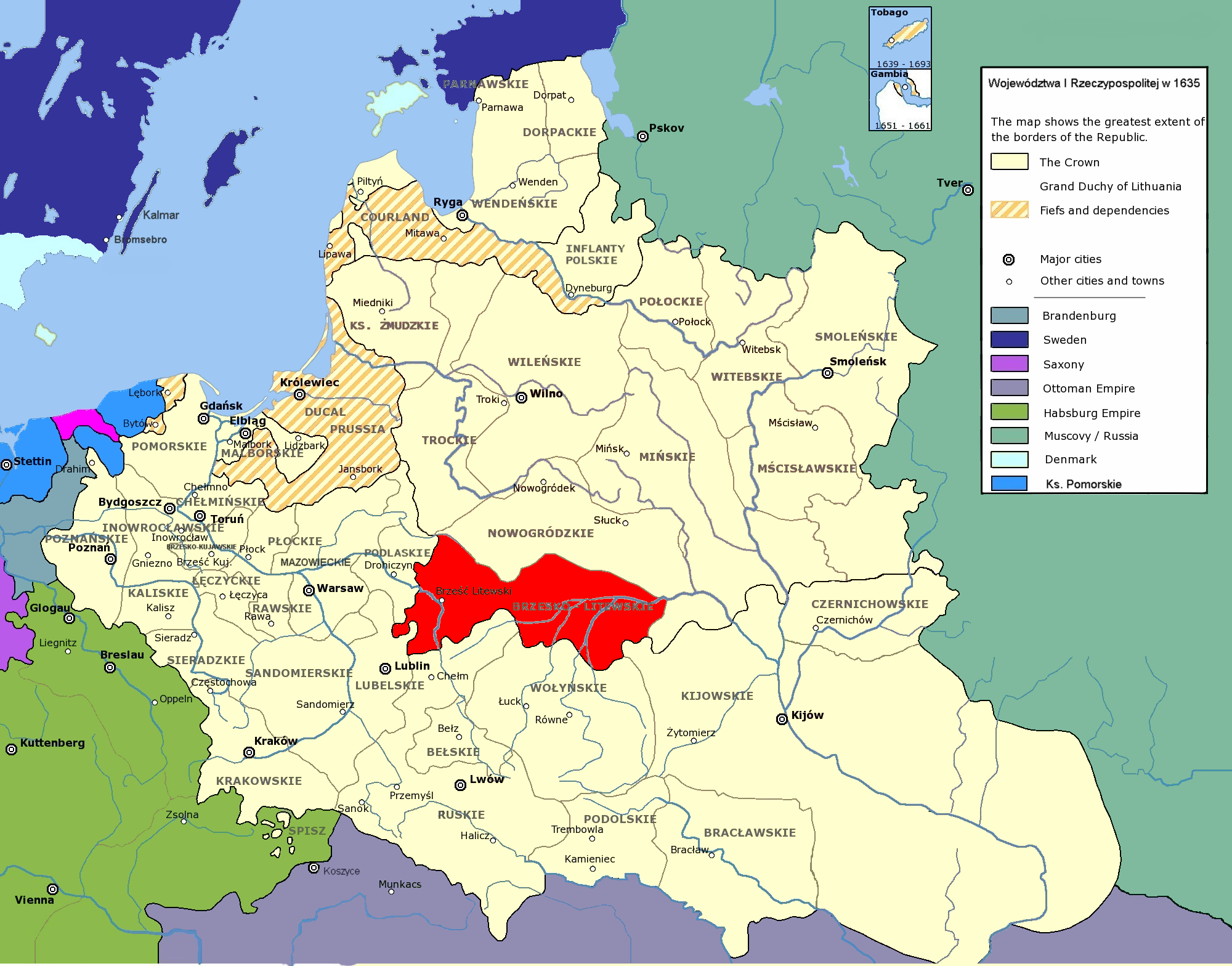
Woiwodschaft Brest in der polnisch-litauischen Adelsrepublik

Wappen

Die Woiwodschaft Brześć Litewski oder Woiwodschaft Brest (polnisch Województwo brzeskolitewskie, lateinisch Palatinatus Brestensis) war eine Verwaltungseinheit des Großfürstentum Litauen in der polnisch-litauischen Adelsrepublik von 1566 bis 1795, im heutigen Belarus, Polen und der Ukraine.
Sitz war Brest-Litowsk.
Weitere wichtige Städte waren Pińsk (Pinsk), Kamieniec Litewski, Kobryń (Kobryn), Poltnica, Turów (Turau), Biała Podlaska, Dąbrowica (Dubrowyzja), Kodeń, Wohyń, Włodawa, Wołczyn (Woutschyn).
Sie war gegliedert in die
- Powiat Brześć Litewski, Hauptort Brześć
- Powiat Pińsk, Hauptort Pińsk
- Powiat Kobryń (1791–1793), Hauptort Kobryń
- Powiat Pińsk Zarzecze (1791–1792), Hauptort Plotnica
- Powiat Zapinski (1792–1793), Hauptort Slonim

Es gab einen Kastellan in Brześć, und jeweils einen Starost in Brześć und Pińsk.

## Geschichte

Die Woiwodschaft wurde 1566 gebildet aus der Woiwodschaft Podlasien (oder Trokai) (zur Powiat Brześć) und aus den Gebieten der ehemaligen Fürstentümer Pinsk, Turow, Kobrin, Dawid-Gorodok und Dubrowiza (zur Powiat Pińsk).
1791 wurden die neuen zusätzlichen Powiat Kobryń und Powiat Pińsk Zarzeche (Hauptort Plotnica) gebildet und kamen zu Polen. 1792 wurde letztere umbenannt in Powiat Zapynsky und der Hauptort nach Stolin verlegt.
1793 kam der wesentliche östliche Teil der Woiwodschaft nach der zweiten Teilung Polens zu Russland in das Gouvernement Minsk.
1795 wurde die Woiwodschaft aufgelöst und kam zum Gouvernement Slonim.
1790 lebten 301 188 Personen auf einer Fläche von 40.600 km²

## Woiwoden
- Jerzy Ilinicz (1566)
- Jerzy Tyszkiewicz Łohojski (1566–1576)
- Gabriel Hornostaj (1576–1587)
- Mikołaj Michał Sapieha (1587–1588)
- Jan Kiszka (1589–1592)
- Krzysztof Zenowicz (Zienowicz) (1592–1615)
- Jan Ostafi Tyszkiewicz Łohojski (1615–1631)
- Aleksander Ludwik Radziwiłł (1631–1635)
- Mikołaj Sapieha (1638–1642)
- Teofil Iwan Tryzna (1642–1644)
- Andrzej Massalski (1645–1651/1652)
- Jerzy Klonowski (1652–1653)
- Maksymilian Brzozowski (1653–1659)
- Kazimierz Ludwik Jewłaszewski (1659–1664)
- Jakub Teodor Kuncewicz (1664–1666/1667)
- Melchior Stanisław Sawicki (1666–1668)
- Krzysztof Piekarski (1668–1672)
- Stefan Kurcz (1672–1702)
- Krzysztof Komorowski (1702–1708)
- Władysław Jozafat Sapieha (1709–1733)
- Kazimierz Leon Sapieha (1735–1738)
- Adam Tadeusz Chodkiewicz (1738–1745)
- Jan Michał Sołłohub (1745–1748)
- Karol Józef Sapieha (1748–1768)
- Jan Antoni Horain (1768–1777)
- Mikołaj Tadeusz Łopaciński (1777–1778)
- Jan Tadeusz Zyberg (1783–1795)